# Sven Hellerström (läkare)
Sven Curt Alfred Hellerström, född 1 september 1901 i Helsingborg, död 29 november 1977 i Rönninge, Salems kommun, var en svensk läkare.
Sven Hellerström var son till Alfred Hellerström. Han avlade studentexamen i Helsingborg 1920 och studerade därefter vid Karolinska Institutet och blev medicine kandidat 1923, medicine licentiat 1927 och medicine doktor 1929. Efter diverse förordnanden bland annat i patologi, medicin, rättsmedicin och hygien blev han 1928 amanuens vid dermato-venereologiska kliniken på Sankt Görans sjukhus i Stockholm, 1931 underläkare där, 1933 extra läkare vid sjukhusets medicinska avdelning och tillförordnad poliklinikläkare samt 1936 överläkare vid dermato-venereologiska avdelningen och 1942 föreståndare för dermato-venereologiska polikliniken. Hellerström var 1932–1942 docent och biträdande lärare i dermatologi och syfilidologi vid Karolinska Institutet och blev 1942 utan hörande av sakkunniga kallad till professor i ämnet. Från 1943 var han medlem av Medicinalstyrelsens och Försvarets sjukvårdsförvaltnings vetenskapliga råd. Han företog flera utländska studieresor och vann internationellt erkännande som forskare särskilt genom sina studier över lymphogranuloma venereum (veneriskt lymfogranulom), om vilken han lämnat bidrag genom sin doktorsavhandling 1929, Lennanderföreläsningen 1933 med mera. Tillsammans med Erik Wassén var han den förste som lyckades överföra sjukdomen på djur och påvisa att den orsakades av ett filtrerbart virus. Hellerström ägnade sig även åt studier av allergiska hudutslag. Han var medlem av flera svenska och utländska läkarsällskap och redigerade från 1936 Acta dermato-venereologica.